# Girolamo della Porta
Girolamo della Porta (Gubbio, 14 de novembro de 1746 - Florença, 5 de setembro de 1812) foi um cardeal italiano.

## Biografia
Nasceu em Gubbio em 14 de novembro de 1746. Filho do conde Giammari della Porta de Gubbio, e Anna Stelluti, dos condes de Rotorscio. Seu sobrenome também está listado como Porta.
Completou seus primeiros estudos em Gubbio; Collegio Nazareno , Roma (filosofia; doutorado in utroque iure , direito canônico e civil, 1771).
Ordenado (nenhuma informação encontrada). Referendário dos Tribunais da Assinatura Apostólica da Justiça e da Graça, 2 de maio de 1771. Quando o decreto papal suprimindo a Companhia de Jesus foi emitido pelo Papa Clemente XIV em agosto de 1773, ele foi um dos prelados encarregados de sua execução e organizou a ocupação do Colégio Maronita . Governador de S. Sanverino, 27 de julho de 1775. Governador de Fermo, 25 de maio de 1776 até junho de 1778. Secretário da SC do Bom Governo, 1778. Cânon do capítulo da bsailica patriarcal do Vaticano, 26 de setembro de 1779 até 1794. Clérigo da Câmara Apostólica, 1784. Prefeito da Annona , 1784. Tesoureiro Geral da Câmara Apostólica, fevereiro de 1794.
Criado cardeal sacerdote no consistório de 23 de fevereiro de 1801; recebeu chapéu vermelho, 26 de fevereiro de 1801; e o título de S. Maria in Via, 20 de julho de 1801. Optou pelo título de S. Pietro in Vincoli, 20 de setembro de 1802. Prefeito da SC do Bom Governo, 6 de dezembro de 1803 até 1809. Camerlengo do Sagrado Colégio dos Cardeais, 1808 a 1809. Forçado a deixar Roma pelos franceses, embora doente, 1º de janeiro de 1810.
Morreu em Florença em 5 de setembro de 1812. Exposto e enterrado na igreja colegiada de S. Maria del Carmine , Florença.